# Le Soir et le Matin et la Nuit
Le Soir et le Matin et la Nuit (titre original : The Evening and the Morning and the Night) est une nouvelle de science-fiction de l'écrivaine américaine Octavia E. Butler. Elle a été publiée la première fois dans Omni en mai 1987, puis republiée dans The Year's Best Science Fiction (en) (cinquième édition) ; dans Best New SF 2 ; dans Omni Visions One ; dans The Penguin Book of Modern Fantasy By Women ; dans Dark Matter: A Century of Speculative Fiction from the African Diaspora ; dans Daughters of Earth: Feminist Science Fiction in the Twentieth Century ; dans Crucified Dreams ; dans le recueil de nouvelles Bloodchild and Other Stories et dans un livre de l'éditeur Pulphouse Publishing (en).

## Résumé
Des décennies après l'introduction d'un traitement contre le cancer, les enfants des personnes ayant eu accès au traitement développent une maladie génétique appelée « maladie de Duryea-Gode » (DGD). Les symptômes incluent des états dissociatifs, des automutilations obsessionnelles et une psychose violente. Les patients DGD peuvent retarder l'apparition des symptômes grâce à des restrictions alimentaires rigides. Cependant leur isolement social, ainsi que le fait de savoir que l'apparition éventuelle de symptômes est inévitable, font que certains patients de la deuxième génération se demandent si ces efforts en valent la peine.
Lynn, la protagoniste féminine, est atteinte double DGD (elle reçut la maladie de ses deux parents). Depuis son enfance, elle apprend à gérer la maladie et l'oppression qu'elle ressent. Elle est témoin de ce dont les DGD sont capables lorsqu'elle visite Dilg, un centre de retraite où sont placés les DGD incontrôlables. Chez Dilg, les patients ne sont pas restreints, mais s'améliorent grâce à la possibilité de développer leur créativité artistique.
Dans une postface à la nouvelle, Octavia Butler a indiqué qu'elle a construit la maladie de DGD à partir des symptômes de trois autres maladies génétiques : la maladie de Huntington, la phénylcétonurie et la maladie de Lesch-Nyhan. À ces symptômes, elle a ajouté la réactivité aux phéromones et l'illusion d'être piégée dans son propre corps.

## Thèmes
Le Soir et le Matin et la Nuit décrit un contexte social gouverné par l'exclusion due à la maladie. Les patients DGD doivent porter une marque visible de la maladie en raison de leur responsabilité vis-à-vis des constructions sociales standards. Étant donné que la DGD est une maladie qui facilite l'automutilation et les épisodes maniaques de violence, les gens ont tendance à rester à l'écart des personnes touchées par la maladie. Cette distance engendre préjugés et marginalisation. En fin de compte, la marque que portent les patients atteints de DGD engendre une population opprimée non seulement par sa propre mutation génétique, mais aussi par le reste de la société. Les humains normaux et malades sont répartis en différents groupes, chacun avec sa propre communauté. Chacun des groupes se sent mieux en interagissant avec les membres de sa communauté. Selon la loi, les personnes atteintes de DGD sont expulsées de leur ville et placées dans un établissement où les malades sont piégés dans leur propre monde et étiquetés comme étant des délinquants.

## Réception
Evening remporte le prix des lecteurs du magazine Science Fiction Chronicle 1987 et est nommé pour le prix Theodore-Sturgeon, le prix Nebula de la meilleure nouvelle longue et le prix Locus de la meilleure nouvelle longue.
Jo Walton décrit Evening comme « glaçant et étonnant » tandis que John Clute le considère « déchirant ».